# Heterodontus japonicus
El suño japonés (Heterodontus japonicus) es una especie de tiburón cornudo de la familia Heterodontidae, que habita en el océano Pacífico noroccidental cerca de las costas de Japón, Corea y China. Esta especie béntica aparece a profundidades de entre 6 y 37 cm por encima de fondos rocosos o bosques de kelp. Con una longitud máxima de 1,2 m, se le puede identificar por su cabeza corta y chata, dos aletas dorsales altas con espinas anteriores, y un patrón de franjas verticales y de forma irregular.
Es una especie dócil y de nado lento que se alimenta principalmente de invertebrados sin coraza y pequeños peces óseos. Su reproducción es ovípara, y las hembras ponen sus huevos en «nidos» comunales. Es de poco interés para la pesca.